# 마우렌 마지
마우렌 이가 마지(포르투갈어: Maurren Higa Maggi, 1976년 6월 25일 ~ )는 브라질의 육상 선수이다.
상카를루스에서 태어난 마지는 2008년 베이징 올림픽 멀리뛰기 챔피언으로 개인 스포츠에서 올림픽 금메달을 획득한 최초의 브라질 여자 육상 선수이다.
그녀는 100m 허들과 멀리뛰기에서 12.71초와 7.26m와 함께 남미 기록 보유자이다. 또한 그녀는 세단뛰기에서 전 남미 기록인 14.53m의 최고 기록을 가지고 있기도 한다.
마지는 2003년에 그녀의 샘플에서 클로테볼이 발견된후 도핑 스캔들을 얻었다. 그녀는 흉터 방지 겔 시트가 조성물 내에서 자신이 사용하는 단백동화 스테로이드를 함유하고 있는 것으로 주장했다. 마우렌은 2년동안 선수 자격 정지 처분을 받았기 때문에 그해에 열린 팬아메리칸 게임에 출전하지 못하였다. 그녀는 임신 때문에 2004년 아테네 올림픽 참가 기회를 놓쳤다.
마지는 경보 선수 안토니오 피조니아와 결혼했다.